# 11. kranjski deželni zbor
Enajsti sklic kranjskega deželnega zbora je deloval od marca 1908 do konca 1913.

## Sestava
Kranjski deželni zbor, ki je bil izvoljen februarja 1908, je štel 50 poslancev. 11 poslancev splošne kurije so izvolili na splošnih volitvah, 10 so jih izvolile mestne občine in trgi (mestna kurija), 16 ostale občine (kmečka kurija), 10 poslancev so volili veleposestniki, 2 pa trgovsko-obrtne zbornice. Poleg 49 voljenih poslancev je bil kot virilist član deželnega zbora tudi ljubljanski škof.
Absolutno večino je s 27 poslanci imela Slovenska ljudska stranka, 12 poslancev je imela slovenska Narodno napredna stranka, 11 pa Nemška stranka.

### Kmečka kurija
Volitve v kmečko kurijo so bile 21. februarja 1908.
- Ivan Šusteršič (volilni okraj Ljubljana - Vrhnika)
- Fran Povše (Ljubljana - Vrhnika)
- Janez Evangelist Krek (Kamnik - Brdo)
- Franc Košak, župan v Grosupljem (Trebnje - Stična - Žužemberk - Mokronog - Litija - Radeče)
- Josip Mandelj (Trebnje - Stična - Žužemberk - Mokronog - Litija - Radeče)
- Evgen Lampe, stolni vikar v Ljubljani (Trebnje - Stična - Žužemberk - Mokronog - Litija - Radeče)
- Josip Dular (Novo Mesto - Kostanjevica - Krško)
- Franc Demšar (Kranj - Tržič - Škofja Loka)
- Janko Zabret, župan v Predosljah (Kranj - Tržič - Škofja Loka)
- Ignacij Žitnik, duhovnik, časnikar in politik (Postojna - Logatec - Senožeče - Ilirska Bistrica - Cerknica)
- Franc Drobnič (Postojna - Logatec - Senožeče - Ilirska Bistrica - Cerknica)
- Josip Pogačnik, politik in gospodarstvenik (Radovljica - Kranjska Gora)
- Fran Jaklič (Kočevje - Ribnica - Velike Lašče)
- Franc Bartol, župan v Sodražici (Kočevje - Ribnica - Velike Lašče)
- Ivan Lavrenčič, gostilničar (Vipava - Idrija)
- Fran Šuklje (Črnomelj - Metlika)

### Mestna kurija
Volitve v mestno kurijo so bile 28. februarja 1908.

### Veleposest
Veleposestniki so svoje poslance volili 6. marca 1908. Slovenski volivci so se volitev vzdržali.
- Marija Oton baron Apfaltrern, graščak na gradu Križ
- Jožef Anton grof Barbo, graščak na gradu Rakovnik
- Karel baron Born, graščak v Jelendolu
- Anton baron Codelli, izumitelj in graščak na Kodeljevem, odstopil leta 1912 zaradi službovanja v Afriki
- Franc Galle, graščak v Bistri
- Leopold baron Lichtenberg, graščak na gradu Jablje
- Rudolf grof Margheri, graščak na Starem gradu
- Friderik baron Rechbach, graščak na Krumperku
- Henrik pl. Schollmayer-Lichtenberg, graščak na graščini Koča vas pri Ložu
- Jožef baron Schwegel, graščak na Grimščah pri Bledu, odstopil leta 1912

Izvoljena na nadomestnih volitvah 28. septembra 1912
- Karel Mulley, graščak na gradu Mirna
- Hugo Veriand knez Windischgrätz, graščak na Hošperku